# Bältpansar

Diagram över pansarelement i äldre örlogsfartyg:
(A) – Bältpansar
(B) – Övre däckpansar
(C) – Inre däckpansar med sluttning
(D) – Torpedskott

Bältpansar, även pansarbälte, är långsmalt fartygspansar anbringat i vattenlinjen längs ett fartyg likt ett bälte, vars uppgift är att motverka inkommande verkanseld som sjöartilleri och torpeder. Skepp är mycket sårbara för läckage kring vattenlinjen, varav bältpansar oftast är det tjockaste pansaret på ett pansrat skepp.
För att kontra bältpansar har man historiskt bland annat använt sig av torpeder som dyker under bältpansaret och verkar mot det opansrade skrovet under skeppet. Då det är problematiskt att tungt pansra hela skrovet på skepp kontras detta med så kallade torpedskott, vertikala avskärmade innerskydd och utrymmen i skrovet avsedda att ge förstärkande skydd vid torpedträff.
I modern tid har verkan hos sjöartilleri, torpeder och sjömålsrobotar gjort traditionellt bältpansar förlegat.

## Historiska exempel
Bältpansarets tjocklek och höjd varier historiskt. SAOB ger höjdexemplet 0,9 meter över och 1,7 meter under vattenlinjen för år 1891.

### 1879: Admiral Duperré
Det franska Pansarskeppet Admiral Duperré, sjösatt 1879 i Frankrike, var ett av de första skeppen med förplanerat bältpansar att tillverkas. Dess bältpansar gick längs hela skeppets konstruktionsvattenlinje och hade en maxhöjd av 45,7 cm över vattenlinjen och ett maxdjup av 200,7 cm under vattenlinjen.
Admiral Duperrés pansarbälte utgjordes huvudsakligen av smidesjärnpansar och var 55,9 cm tjockt midskepps vid vattenlinjen, men smalnade av till 40,6 cm tjocklek på den nedre kanten. För- och akterstäven skyddades av 25,4 cm tjockt bältpansar. Tillhörande bältpansaret fanns även en 15,2 cm tjock nedåtsträckande pansarsektion vid förstäven som förstärkte skrovets ramm.
Högst upp på pansarbältet fanns även ett anslutande pansardäck av mjukt stål. Pansardäcket var 6,1 cm tjockt och hade ett lager av 1,8 cm plätering.

Admiral Duperré
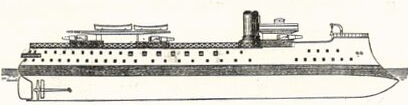
Bältpansar i mörkgrå runt vattenlinjen.[a]

### Webbkällor
- Svenska Akademiens ordbok: Bältpansar (tryckår 1924)
- Från stenyxan till moderna krigsvapen - Krigsmedel till sjöss - Ångans och pansarets införande på krigsfartyg - Sida 108 i Uppfinningarna (1926)